# Главна ракетно-артиљеријска управа Министарства одбране Русије
Главна ракетна и артиљеријска управа Министарства одбране Руске Федерације (ГРАУ Министарства одбране Русије) - структурна формација (тело војног командовања) Министарства одбране Руске Федерације.

## Историја
- 1376 – први пут се у Русији артиљерија појављује у виду Тјуфјака (аркебуза), коју је руска војска заробила као резултат својих похода на Волшке Бугаре[1]
- 1382 - први пут коришћена током одбране Москве од трупа кана Златне Хорде Тохтамиша[2]
- 1389 - „... Лета 6897 однето је из Немачке Армате у Русију„ из овог цитата се види да су Руси користили немачко артиљеријско оружје познато као армата у 14. веку.[3]
- владавина Ивана III – појава првих топовњача и Топовског стола.
- 1475. - у Москви је основана колиба Пушкарнаја(Топовско двориште) која је била центар за ливење топова и производњу звона у Русији у 16-17 веку..
- 1488. – Изливен је први Цар-топ .
- 1577. - Иван Грозни је основао Пушкарски ред.
- 1627 - пушкарни ред је преименован у Пушкарски ред.[4].
- 1700. - 19. маја, у Пушкарском реду, успостављена је дужност генералног фелдзејхмајстера.
- 701 - Пушкарски ред преименован у Артиљеријски ред.
- 1709. – Артиљеријски ред је преименован у Артиљеријску канцеларију.
- 1714. – Основана је Санктпетербуршка артиљеријска канцеларија, одвојена од Московског реда артиљерије, а канцеларија пољске артиљерије, која је постојала под генералом Фелдзејхмајстером, пребачена је из Москве у Санкт Петербург.
- 1720. – децембара, Артиљеријски ред је преименован у Московску артиљеријску канцеларију.
- 1722. – Московска артиљеријска канцеларија преименована је у Московску артиљеријску кнонтуру (општи назив за предузећа и административна одељења са претежно економском сврхом).
- 1726. - 15. марта основан је штаб Главне артиљеријске канцеларије у Санкт Петербургу.
- 1729. – 28. јула Главна артиљеријска канцеларија у Санкт Петербургу преименована је у Канцеларију за артиљерију и утврђења.
- 1730. - У Санкт Петербургу је обновљена Главна артиљеријска канцеларија.
- 1743. - 25. јануара Главна артиљеријска канцеларија у Санкт Петербургу преименована је у Управу Главне артиљерије и утврђења.
- 1796. - 6. децембар, извршено је укидање дужности генералног фелдзејхмајстера, као и распуштање особља које му је припадало.
- 1796. – 21. децембара, извршено је укидање у Санкт Петербургу Канцеларије главне артиљерије и утврђења, одвојене од Војног колегијума, спајање артиљеријског и војног одељења и прелазак послова на „посебно одељење”, звано Артиљерија. Одељење Војног колегијума.
- 1797. – јануара месеца Московска артиљеријска канцеларија преименована је у Московски артиљеријски депо.
- 1797. - 28. јануара Артиљеријско одељење Војне школе трансформисано је у Артиљеријску експедицију Више војне школе.
- 1798. - 26. јануара, извршено је обнављање функције генералног фелдзејхмајстера.

До краја 1850-их у тврђавама Русије постојала је гарнизонска артиљерија (артиљеријски гарнизони). 27. јуна 1859. претворена је у тврђавску артиљерију. Уведен је „Правилник о трансформацији гарнизонске артиљерије” по коме је гарнизонска артиљерија у тврђавама подељена на кметску артиљерију, која је обухватала оружнике, и гарнизонску артиљерију, намењену за чување страже и одржавање артиљеријске опреме у гарнизонима, арсеналима и фабрикама. Артиљеријски окрузи су преименовани у тврђавске артиљеријске области. У сваком округу, у тврђавама и утврђењима, на бази артиљеријских гарнизона створена је тврђавска артиљерија, која је обухватала: штаб (касније – управа) на челу са командантом тврђавске артиљерије, артиљеријске јединице, складишта артиљеријске опреме, радионице и лабораторије. Општи надзор над тврђавском артиљеријом вршио је инспектор тврђавске артиљерије при Артиљеријском одељењу (од 28. децембра 1862. – Главна артиљеријска управа (ГАУ)). Увођењем система војног округа (1863—1864) постепено су укидани тврђавски артиљеријски окрузи, а тврђавска артиљерија је потчињена артиљеријским управама војних округа. Број и састав тврђавске артиљерије се мењао. По распореду из 1859. године било је 9 округа, 43 тврђавске артиљерије, 69 тврђавских артиљеријских јединица.
- Артиљеријско одељење војног министарства Руске империје
- 28. децембра 1862. - наредбом министра војног број 375 основана је Главна артиљеријска управа Војног министарства Руске империје.

У војним областима је 1914. године било 24 тврђавске артиљерије, више од 60 јединица.
- Децембар 1917. – извршена је реорганизација ГАУ у вези са револуцијом у Артиљеријску управу (од 1921. Главна артиљеријска управа).
- 28. март 1924 – преименована је у Артиљеријску управу Црвене армије.
- 13. јул 1940. - на основу Управе артиљерије и других органа формирана је Главна артиљеријска управа Црвене армије.

Године 1946. Д. Ф. Устинов, В. М. Ријабиков и Л. М. Гајдуковим,су на основу резултата рада совјетског института Нордхаузен у окупационој зони у Немачкој, створили услове за проучавање војно-индустријског комплекса фабрике Монтана и за производњу ракета Фау-2, Заједно са особљем Института Нордхаузен, донета је одлука да ракета није муниција, већ нова перспективна врста оружја.
У марту-априлу исте године, ГАУ Црвене армије пролази кроз озбиљну реорганизацију са преименовањем у ГАУ Копнене војске Министарства оружаних снага СССР-а, појављује се нова Управа за развој ракетног наоружања (нешто касније, једноставно Управа за ракетно оружје, или 4. управа) на челу са пуковником Мрикином.
Године 1956, у вези са појавом фундаментално нових типова ракетног оружја, систем ознака (индекса) оружја који се користи у нетајној (јавној) преписци претрпео је низ промена. У Министарству одбране, 19. новембра 1960. године, Главна артиљеријска управа (ГАУ) преименована је у Главну ракетно-артиљеријску управу (ГРАУ), која је државни наручилац војне опреме, од почетка 1960. године, представништва г. војни купац су смештена у фабрике.
- 19. новембар 1960. –извршена је трансформација ГАУ у Главну ракетну и артиљеријску управу Министарства одбране СССР-а.

У одређеним периодима историје, “Артиљеријски журнал „је поседовао статус званичног органа.

## Функције Главне ракетне и артиљеријске управе
У Министарству одбране Руске Федерације, ГРАУ обавља следеће функције:
- главног органа војне управе за организацију ракетно-техничке и артиљеријско-техничке подршке трупа у мирнодопском и ратном времену;
- генерални купац и добављач ракетног и артиљеријског наоружања (РАВ) за трупе;
- генерални наручилац за развој и производњу и централна агенција за снабдевање за Оружаних снага ракетним и артиљеријским оружјем и муницијом за њега.[6]

## Руководиоци руске артиљерије пре стварања ГАУ
- кнез С.И Коркодинов (октобар 1577 - 1581)
- кнез Е. М. Пушкин (1581 - јануар 1611)
- околичњи (титула на московском двору), кнез Ј. Д. Хворостињин (јануар 1611 - 1622)
- племић И.К. Карамишев (1622—1628)
- кнез Д. И. Мезетцки (1628—1629)
- бојарин М. Б. Шеин (1629 - 1632)
- кнез А. Ј. Сицки (1632—1636)
- кнез А. Ф. Литвинов-Мосаљски (1636—1646)
- околичњи П. Т. Траханиотов (1647—1648)
- бојарин М. П. Пронски (1648—1651)
- кнез Ј. А. Долгоруки (1651—1654)
- кнез В. Г. Рамадановски (1665—1671)
- кнез Ј. И. Рамадановски (1665—1671)
- племић И. И. Баклановски (1671—1673)
- кнез Ј. А. Долгоруки (1677—1680)
- кнез В.В. Галицин (1680—1689, са паузом)
- околичњи В. А. Змијев (1683 -?)
- кнез Ј. Н. Адајевски (1690—1693)
- службеник думе А. И. Иванов (1694—1697)
- бојар, генералисимус А. С. Шеин (1697 - август 1699)
- царевић (титула коју носи царев син), фелдзејхмајстер генерал А. А. Имеретински (1699—1700)
- службеник думе А. А. Виниус (1700—1703)
- генерал-мајор, од 1706. генерал-потпуковник, од 1711. генерал фелдзејхмајстер Ј. В. Брјус (1704—1726)
- генерал-аншеф И. ј. Гинтер (1726—1729)
- генерал-аншеф, од 1732. фелдмаршал Б.К. Миних (1729—1735)
- генерал-фелдмаршал, од 1742. фелдмаршал принц Лудвиг Вилхелм од Хесен-Хомбурга (1735—1745)
- генерал-фелдзејхмајстер В. А. Репнин (1745—1748)
- генерал-фелдзејхмајстер П. И. Шувалов (1756 - 1762)
- генерал-фелдзејхмајстер А. Н. Вилбоа (1762—1765)
- генерал-фелдзејхмајстер Г. Г. Орлов (1765—1783)
- генерал-аншеф И. И. Мелер-Закомелски (1783—1790)
- узвишени кнез фелдмаршал Г. А. Потемкин (1790 - 1791)
- генерал-фелдзејхмајстер П. А. Зубов (1793—1796)
- генерал артиљерије П. И. Мелисино (1796—1797)
- генерал-мајор, од марта 1798 - генерал-потпуковник А. И. Челишћев (1797—1799)
- генерал-лејтенант А. А. Аракчејев (јануар - октобар 1799)
- генерал артиљерије А. И. Корсаков (март 1800 - мај 1803)
- генерал- лејтенант, од 1807. артиљеријски генерал А. А. Аракчејев (мај 1803 - јануар 1810)
- генерал- лејтенант, од 1814. артиљеријски генерал П. И. Мелер-Закомелски (јануар 1810 - 1819)
- генерал-фелдзејхмајстер велики кнез Михаил Павлович (1819—1849)

## Шефови ГАУ
- генерал артиљерије велики кнез Михаил Николајевич (1862 - јануар 1863)
- генерал артиљерије А. А. Баранцов (јануар 1862 - 1881)
- генерал артиљерије Л. П. Софиано (1881—1896)
- генерал артиљерије А. А. Барсов (1896—1899)
- генерал артиљерије М. Е. Алтватер (1899—1904)
- генерал артиљерије Д. Д. Кузмин-Каравајев (13.02.1905 - 24.05.1915)
- генерал артиљерије А. А. Маниковски (мај 1915 - фебруар 1917)
- генерал-потпуковник В. А. Лехович (6. март - 2. децембар 1917)
- генерал-мајор М. Н. Орлов (в.д., децембар 1917 - фебруар 1918)
- П. П. Нечволодов (14.03.1918 - април 1918), бивши генерал- лејтенант
- В. С. Михајлов (29.04.1918 - 24.12.1918)[7], бивши генерал-мајор
- и. о. И. А. Еисмонт (в.д. 24.12.1918 - 09.02.1919), бивши поручник
- А. В. Зотов (02.09.1919. - 1921.)
- А. Е. Шафран (01.06.1921 - 23.02.1922)
- П. А. Петрјајев (23.02.1922 - јун 1922), бивши штабни капетан
- Ј. М. Шејдеман (20.07.1922 - април 1924), бивши генерал- лејтенант

### Начелници Управе артиљерије и Управе за снабдевање Црвене армије
- В. К. Садлуцки (април 1924 - фебруар 1925), бивши капетан, касније командант бригаде
- П. Е. Дибенко (април 1925 - новембар 1926), каснији командант 2. ранга.
- Г. И. Кулик (новембар 1926 - новембар 1929), касније маршал Совјетског Савеза
- Г. И. Бондар (19. новембар 1929 — 1930), каснији командант
- Б. М. Симонов (в.д., 1. фебруар 1931 — август 1932), касније пуковник
- командант Н. А. Јефимов (август 1932 - 22. мај 1937)
- командант (од 14.06.1937 - командант 2. ранга) Г. И. Кулик (23. мај 1937 - 14. јун 1937)

### Начелници Артиљеријске управе Црвене армије
- командант 2. ранга Г. И. Кулик (14. јун 1937 - јануар 1939)
- командант бригаде (од 09.02.1937 - командант) Г.К. Савченко (јануар 1939 - 13. јул 1940)

### Начелници ГАУ Црвене армије и Совјетске армије, ГРАУ Совјетске армије
- маршал Совјетског Савеза Г. И. Кулик (13.07.1940 - 14.06.1941)
- генерал-пуковник артиљерије (од 21. фебруара 1944. - маршал артиљерије) Н. Д. Јаковљев (14.6.1941. - новембар 1948.)
- генерал-пуковник артиљерије М. И. Недељин (новембар 1948 - март 1950)
- генерал-пуковник артиљерије И. И. Волкотрубенко (март 1950 - јануар 1952)
- генерал-пуковник артиљерије (од 11. марта 1955 - маршал артиљерије) С. С. Варенцов (јануар 1952 - април 1955)
- генерал-пуковник артиљерије Н. Н. Жданов (мај 1955 - април 1965)
- генерал-пуковник артиљерије (од 28.10.1967 - маршал артиљерије) П. Н. Кулешов (април 1965 - мај 1983)
- генерал- лејтенант Ј. М. Лазарев (јул 1983 - април 1984)
- генерал-пуковник Ј. М. Андрианов (мај 1984 - септембар 1986)
- генерал-пуковник М. Е. Пенкин (септембар 1986 - октобар 1991)

### Начелници ГРАУ Министарства одбране Русије
- генерал-пуковник А.П. Ситнов (октобар 1991 - март 1994)
- генерал-пуковник Н. И. Караулов (април 1994 - август 2000)
- генерал-пуковник Н. И. Свертилов (октобар 2000 - 2007)
- генерал-мајор О. С. Чикирев (2007—2009) (отпуштен 2009. у вези са експлозијама у складиштима муниције у Уљановску)
- генерал-мајор А. Л. Романовски (2009—2012)
- генерал-потпуковник Н. М. Паршин (јул 2012 - до данас)